# Don't Pull My Leg
Pour plus de détails, voir Fiche technique et Distribution.
Don't Pull My Leg est un film muet américain réalisé par Gilbert M. Anderson et sorti en 1908.

## Fiche technique
- Titre : Don't Pull My Leg
- Réalisation : Gilbert M. Anderson
- Scénario :
- Photographie :
- Montage :
- Producteur :
- Société de production : The Essanay Film Manufacturing Company
- Société de distribution : The Essanay Film Manufacturing Company
- Pays de production:  États-Unis
- Langue : film muet avec les intertitres en anglais
- Format : Noir et blanc — 35 mm — 1,33:1 — Muet
- Genre : Comédie
- Durée : 4 minutes 30
- Date de sortie :
  - États-Unis : 6 mai 1908